# Tylopilus alboater
A Tylopilus alboater é uma espécie de fungo boleto da família Boletaceae. A espécie é encontrada na América do Norte, a leste das Montanhas Rochosas, e no leste da Ásia, incluindo China, Japão, Taiwan e Tailândia. Uma espécie micorrízica, cresce solitária, dispersa ou em grupos no solo, geralmente sob árvores decíduas, principalmente carvalhos, embora tenha sido registrada em florestas decíduas, de coníferas e mistas.
Os basidiomas têm um píleo preto a marrom-acinzentado que mede até 15 cm de diâmetro. Os píleos dos espécimes novos têm uma textura aveludada e são cobertos por um revestimento pulverulento esbranquiçado a cinza; essa textura e esse revestimento são gradualmente perdidos à medida que o cogumelo amadurece, quando ele frequentemente passa a apresentar rachaduras. Os poros na parte inferior do píleo são pequenos e rosados. O estipe é roxo azulado a preto e mede até 10 cm de comprimento por 4 cm de espessura. Tanto a superfície dos poros quanto a carne esbranquiçada do píleo se mancham de rosa a cinza avermelhado e, eventualmente, ficam pretas após serem cortadas ou feridas. O cogumelo é comestível e geralmente é considerado uma das melhores espécies de Tylopilus comestíveis.

## Taxonomia e nomenclatura
A espécie foi descrita pela primeira vez em 1822 como Boletus alboater por Lewis David de Schweinitz a partir de espécimes que ele coletou na Carolina do Norte. Elias Magnus Fries sancionou esse nome em seu Systema Mycologicum de 1821. A espécie foi uma das várias espécies de Boletus que Otto Kuntze transferiu para o gênero Suillus em sua Revisio Generum Plantarum de 1898. O micologista americano William Alphonso Murrill transferiu a espécie para o gênero Tylopilus em 1909. Em 1931, o micologista francês Jean-Edouard Gilbert transferiu a espécie para seu recém-criado gênero Porphyrellus, mas esse nome foi incorporado ao Tylopilus.
Em 1875, Charles Horton Peck descreveu Boletus nigrellus a partir de espécimes que coletou em Sand Lake, Nova York. Murrill rebaixou esse nome à sinonímia com T. alboater em 1916 e observou que a descrição de Peck foi feita a partir de cogumelos jovens coletados "antes que os tubos brancos tivessem sido coloridos por esporos maduros". Várias autoridades posteriores trataram a espécie de Peck como sinônimo de Tylopilus alboater; essa sinonímia, entretanto, não é indicada pelos bancos taxonômicos Index Fungorum ou MycoBank.
O epíteto específico alboater significa "branco e preto". É comumente conhecido como "boleto de veludo preto" (black velvet bolete); Murrill o chamou de "boleto preto" (blackish bolete).

## Descrição
O formato do píleo é inicialmente convexo e, mais tarde, torna-se amplamente convexo e, por fim, achatado na maturidade; o diâmetro do píleo normalmente varia entre 3 e 15 cm. A superfície do píleo é seca, com uma textura aveludada, embora com o passar do tempo possa se tornar rimosa (desenvolvendo uma rede de rachaduras e pequenas fendas). A cor do píleo é inicialmente preta a marrom-acinzentada escura; os espécimes jovens podem apresentar uma floração esbranquiçada (semelhante a um pó fino) na superfície. À medida que o cogumelo amadurece, a floração desaparece e a cor desbota, tornando-se acinzentada a marrom-acinzentada. Os basidiomas, especialmente dos espécimes jovens, tendem a não ter larvas de insetos. A carne do píleo é esbranquiçada, mas, depois de cortada ou ferida, ela se mancha de rosa a cinza-avermelhado e, algum tempo depois, eventualmente torna-se preta.
Os esporos são produzidos em basídios dispostos em uma camada vertical de tubos minúsculos na parte inferior da píleo que criam uma superfície de poros. Essa superfície é esbranquiçada quando jovem, antes de se tornar rosa fosco ou avermelhada na maturidade. Quando ferida, a superfície dos poros inicialmente fica avermelhada e lentamente se torna preta. O formato dos poros é angular a irregular, e eles são pequenos, com aproximadamente dois poros por milímetro. Os tubos têm de 5 a 10 mm de profundidade e, geralmente, são afundados ao redor da área de fixação ao estipe. O estipe tem de 4 a 10 cm de comprimento por 2 a 4 cm de espessura e é igual na largura em todo o seu comprimento, ou ligeiramente mais espesso na base, ou um pouco mais espesso no meio; é da mesma cor do píleo ou mais pálido. A textura da superfície do estipe é geralmente lisa, embora em alguns espécimes possam ser ligeiramente reticulados perto do topo.
A esporada pode variar de rosa a avermelhada. Os esporos têm formato oval a elipsoide, são lisos, hialinos (translúcidos) e medem de 7 a 11 por 3,5 a 5 μm. Os basídios têm formato de taco, possuem quatro esporos e medem de 15 a 24 por 6 a 7,5 μm. Os pleurocistídios (cistídios encontrados ao longo do tubo) têm formato de taco irregular, com dimensões de 20 a 36 por 7 a 10 μm, enquanto os queilocistídios (encontrados na borda do tubo) têm formato de taco, são raros, ocorrem individualmente e medem 18 a 32 por 7 a 9 μm. Os caulocistídios (que ocorrem no estipe) também são raros, mas podem estar presentes dispostos em grupos e medindo individualmente de 24 a 30 por 6 a 9 μm. As fíbulas estão ausentes nas hifas.
O Tylopilus alboater é um cogumelo comestível com odor agradável e sabor suave. É considerado um dos melhores Tylopilus comestíveis - um gênero que geralmente é associado a espécies de sabor amargo e desagradável. Fritar fatias do cogumelo traz um "sabor delicado, terroso e de nozes"; tempo de fritura mais longo deixa o píleo "agradavelmente crocante". Os cogumelos também podem ser usados em tinturas de cogumelos.

### Espécies semelhantes
Algumas espécies de Tylopilus têm uma semelhança superficial com a T. alboater e podem ser confundidas com ela, incluindo T. atronicotianus [en], T. atratus e T. griseocarneus. A T. atratus tem basidiomas menores com píleos de até 9 cm de diâmetro e a carne esbranquiçada mancha-se diretamente de preto quando ferida, sem nenhuma fase avermelhada intermediária. É conhecida apenas do oeste do estado de Nova York. A T. atronicotianus tem um píleo marrom que não tem a textura aveludada da T. alboater e estipes que são minuciosamente aveludados e quase pretos perto da base. A T. griseocarneus, encontrada nas planícies costeiras do Atlântico e do golfo da América do Norte, é facilmente distinguida da T. alboater pela forte descoloração para laranja a vermelho que resulta quando a carne de um espécime fresco é cortada ou ferida. Além disso, a T. griseocarneus não tem a floração esbranquiçada presente nos píleos jovens da T. alboater e, normalmente, tem um estipe reticulado mais proeminente. Os espécimes de T. alboater que são mais pálidos do que o normal podem ser confundidos com a T. ferrugineus, mas esta última tem cistídios amarelos quando colocada em KOH, enquanto os cistídios da primeira são amarelo-amarronzados nas mesmas condições.

## Distribuição e habitat
A Tylopilus alboater é uma espécie micorrízica e seus cogumelos crescem no solo de forma solitária, dispersos ou em grupos sob árvores decíduas, especialmente carvalhos. A frutificação ocorre em florestas decíduas, de coníferas e mistas. Sua cor escura dificulta sua observação no campo.
Na América do Norte, o cogumelo é amplamente distribuído a leste das Montanhas Rochosas. A distribuição vai de Quebec, no Canadá, ao sul dos estados da Nova Inglaterra até a Flórida, estendendo-se a oeste até Missouri, Michigan e Texas. Também é encontrado no México. Na Ásia, foi registrado na China (Anhui, Fujian, Guangdong, Guangxi e Sichuan), Japão, Taiwan e Tailândia.

## Links externos
- Tylopilus alboater em Index Fungorum
- Imagens em Mushroom Observer